# Lijst van televisiebedrijven van Guangdong
Dit is een lijst van televisiebedrijven van de Chinese provincie Guangdong. 

## Televisiebedrijven en zenders op provinciaal niveau

### GDTV
- GDTV satelliet 卫星频道
- GDTV Zhujiang 珠江频道
- GDTV sportzender 体育频道
- GDTV openbare zender 公共频道
- GDTV nieuwszender 新闻频道
- GDTV openbaar vervoer 移动频道
- GDTV Zhujiang buitenland 珠江频道境外版
- GDTV sportzender Chongqing 体育频道重庆版
- GDTV Jiajia tekenfilmzender 嘉佳卡通频道
- GDTV Europese voetbalzender 欧洲足球频道
- GDTV Engelse zender 英语辅导
- GDTV golfzender 高尔夫频道
- GDTV huisdierenzender 快乐宠物频道
- GDTV fashionzender 时尚频道

### TVS China
- TVS1 economisch nieuwskanaal
- TVS2 stadskanaal
- TVS3 entertainmentkanaal
- TVS4 filmkanaal
- TVS5 nieuwskanaal voor Guangdong
- TVS6 kinderkanaal
- TVS-★ satellietkanaal 南方电视台卫星频道

## Televisiebedrijven op stadsniveau

### Guangzhou Television
- GZTV hoofdzender 综合频道
- GZTV nieuwszender 新闻频道
- GZTV racekanaal 竞赛频道
- GZTV filmzender 影视频道
- GZTV Engels 英语频道
- GZTV economisch nieuws 经济频道
- GZTV kinderzender 少儿频道
- GZTV shoppingkanaal 购物频道
- GZTV openbaar vervoerkanaal 移动频道
- GZTV 34 34频道

### Shenzhen Media Group/SZMG
- SZTV hoofdkanaal （深圳卫视）
- SZTV-1 stadskanaal（都市频道）
- SZTV-2 seriekanaal （电视剧频道）
- SZTV-3 economisch nieuws en lifestylekanaal （财经生活频道）
- SZTV-4 entertainmentkanaal （娱乐频道）
- SZTV-5 sportkanaal （体育健康频道）
- SZTV-6 kinderkanaal （少儿频道）
- SZTV-7 openbare kanaal （公共频道）
- SZTV openbaar vervoerkanaal 移动电视频道
- SZTV HDTV 高清频道
- SZTV DV lifestylekanaal DV生活频道
- SZTV-8 shoppingkanaal 宜和购物频道

### Zhuhai Television
- ZHTV-1

### Foshan Television
- FSTV nieuws- en hoofdzender 新闻综合频道
- FSTV filmzender 影视频道
- FSTV openbare zender 公共频道
- FSTV Nanhai stadszender 南海(都市)频道
- FSTV Shunde economisch nieuwszender 顺德(经济)频道
- FSTV shoppingkanaal 传媒购物
- FSTV Qionghua cultuur- en operazender 琼花艺术剧院

### Zhongshan broadcasting & Television Station/ZSBTV 中山电视台
- ZSBTV hoofdzender 综合频道
- ZSBTV openbare zender 公共频道

### MZTV梅州市广播电视台
- MZTV-1 hoofdzender 梅州时政
- MZTV-2 openbare zender 梅州公共
- MZTV-3 film- en entertainmentzender 影视文艺

### Yunfu Television云浮市
GDTV · TVS · GZTV · Shenzhen Media Group · Zhuhai Television · FSTV · ZSBTV · JMTV · GDDGTV · GDHZTV · STRTV